# مایک مک کورمک (نویسنده)
 مایک مک‌کورمک (زاده ۱۹۶۵) یک نویسندهٔ ایرلندیِ رمان و داستان کوتاه است. وی تاکنون دو مجموعه داستان کوتاه با نام‌های Get It In the Head و Forensic Songs و سه رمان منتشر کرده‌است ـ Crowe's Requiem ،Notes from a Comaو استخوان‌های خورشیدی. پیش‌ترها از او به‌عنوان «نویسنده‌ای که غیرمنصفانه، نادیده گرفته شده» یاد می‌شد.
مک‌کورمک در لندن به‌دنیا آمد. او در مزرعه‌ای در لوییزبرگ، در منطقهٔ مایو بزرگ شد و در دانشگاه UCG به تحصیل زیان انگلیسی و فلسفه پرداخت. در سال ۱۹۹۶، او جایزهٔ ادبی رونی ایرلند را دریافت کرد. در سال ۱۹۹۸، نیویورک تایمز کتاب Getting It In the Head مک‌کورمک را به‌عنوان یکی از کتاب‌های برگزیدهٔ سال انتخاب کرد. جانی آوریلی براساس داستان «The Terms» از این مجموعه، فیلم کوتاهی ساخت که جوایز سینمایی زیادی را از آنِ خود کرد.
در سال ۲۰۰۶، کتاب Notes from a Coma کاندیدای جایزه ادبی رونی ایرلند شد. در سال ۲۰۱۰، جان واترز در ایرلند تایمز آن را «بزرگترین رمان ایرلندی دههٔ گذشته» توصیف کرد. نوشتن این کتاب، هفت سال زمان برده بود. در ماه مه ۲۰۱۶، ناشر دوبلینی، ترامپ پرس، رمان استخوان‌های خورشیدی او را منتشر کرد که بیشترین افتخارها را برای مک‌کورمک به ارمغان آورد و برندهٔ جایزه ادبی گلداسمیت سال ۲۰۱۶ شد. این کتاب از آن جهت که بدون نقطه و نشان‌گذاری، به‌صورت یک جمله نگاشته شده، نامعمول است (جملهٔ طولانیِ ۲۷۰ صفحه‌ای). در سال ۲۰۱۶ جایزهٔ کتاب ایرلند، استخوان‌های خورشیدی را «رمان سال» نامید و در سال ۲۰۱۷ این کتاب به لیست کاندیداهای جایزهٔ ادبی من بوکر راه پیدا کرد.
مک‌کورمک در سال ۲۰۰۷ جایزه‌ای را از انجمن هنری Civitella Ranieri Fellowship دریافت کرد و در سال ۲۰۱۸ به عضویت در انجمن هنری Aosdána برگزیده شد.
در ژوئن سال ۲۰۱۸، مک‌کورمک برای کتاب استخوان‌های خورشیدی، جایزه ادبی دوبلین به مبلغ ۱۰۰٬۰۰۰ یورو را برنده شد که بزرگترین جایزه ادبی جهان برای رمان‌های زبان انگلیسی محسوب می‌شود.
او به‌همراه همسرش مِیو در گالوی ایرلند زندگی می‌کند.

## نوشته‌ها
- ۱۹۹۶ - Getting It In the Head
- ۱۹۹۸ - Crowe's Requiem
- ۲۰۰۵ - Notes from a Coma
- ۲۰۱۲ - Forensic Songs
- ۲۰۱۶ - استخوان‌های خورشیدی